# Bransoniidae
Bransoniidae Pojeta & Runnegar, 1976 è una famiglia di molluschi dell'ordine Conocardiida, vissuti tra l'Ordoviciano e il Permiano.

## Tassonomia
Questa famiglia è composta da tre generi:
- Pseudoconocardium
  - P.licharewi
- Bransonia
  - B.wilsoni
  - B.robustum
- Apotocardium
  - A.lanterna
  - A.cordatum
  - A.obliquum
  - A.plautum
  - A.polymitarium
  - A.snideri

## Morfologia
I Bransoniidae avevano caratteristiche simili ai Conocardiidae.